# Albești (gmina w okręgu Botoszany)
Albești – gmina w Rumunii, w okręgu Botoszany. Obejmuje miejscowości Albești, Buimăceni, Coștiugeni, Jijia, Mășcăteni i Tudor Vladimirescu. W 2011 roku liczyła 6387 mieszkańców.